# Coup d'État des pyjamas
Le coup d’État des pyjamas, en grec moderne : πραξικόπημα της πυτζάμας/ Praksikópima tis pitzámas, est une tentative de coup d'État ratée, en février 1975, organisée par des officiers d'extrême droite de l'Armée hellénique, sympathisants de la junte grecque, récemment destituée (en juillet 1974). Le gouvernement grec, rapidement alerté par le major Ioannis Alexakis, directeur de la sécurité du service central de renseignement, arrête les conspirateurs et procède ensuite à une purge massive des sympathisants de la junte, au sein des forces armées, en particulier de l'Armée. 
L’appellation coup d’État des pyjamas est inventée par le ministre de la Défense de l'époque, Evángelos Avéroff, car la plupart des comploteurs sont arrêtés à leur domicile, au petit matin du 24 février 1975, alors qu'ils dorment. Avéroff voulait ainsi ridiculiser les comploteurs et en même temps rassurer l'opinion publique grecque sur la mainmise du gouvernement sur le pouvoir.

## Source de la traduction
- (en) Cet article est partiellement ou en totalité issu de l’article de Wikipédia en anglais intitulé « Pyjamas coup » (voir la liste des auteurs).